# Франк Силвестр
Франк Силвестр (фр. Franck Silvestre; Париз, 5. април 1967) бивши је француски фудбалер. 

## Клупска каријера
Започео је фудбалску каријеру у Сошоу 1985. године. Клуб је 1987. испао у Другу лигу Француске, али следеће сезоне су освојили прво место те се вратили у елитно такмичење и играли финале француског купа, где су изгубили од Меца након извођења једанаестераца.
У лето 1993, прешао је у Оксер, на чијем је челу био тренер Ги Ру. У сезони 1995/96, помогао је клубу да освоји дуплу круну, национално првенство и куп.
Године 1998. се преселио у Монпеље, где је такође био у стартној постави, а касније и капитен екипе. У сезони 2000/01. помогао је клубу да се врати у Лигу 1. У јануару 2003. прешао је у Бастију, те је помогао клубу да избегне испадање из највишег ранга такмичења Француске.
Са 36 година се преселио у аустријски клуб Штурм из Граца, где је такође био стартер у екипи. У јануару 2006. године потписао је уговор са нижеразредним клубом Сетом, тада последњим тимом Лиге 2. Завршио је играчку каријеру са укупно 638 лигашких наступа.

## Репрезентација
Уврштен је у француску омладинску репрезентацију на Европском првенству 1988. године, где су узели златну медаљу, а Силвестр је постигао један гол против Грчке.
Дебитовао је за сениорску репрезентацију Француске 7. фебруара 1989. године у пријатељској утакмици против Ирске (резултат 0:0). Био је члан екипе за Европско првенство 1992. године у Шведској, али није улазио у игру. Укупно је одиграо 11 утакмица за национални тим.

## Трофеји
Клуб
Сошо
- Друга лига Францускеː 1987/88.
- Финалиста Купа Францускеː 1987/88.

Оксер
- Првенство Францускеː 1995/96.
- Куп Францускеː 1993/94, 1995/96.

Репрезентација
Француска (до 21)
- Европско првенство до 21 годинеː 1988.